# Tarragonés
El Tarragonés (oficialmente en catalán, el Tarragonès) es una comarca española, situada en la provincia de Tarragona, Cataluña.
Es una de las tres comarcas en que quedó dividido el Campo de Tarragona en la división comarcal de 1936. Está en la costa, entre el Bajo Panadés, al noreste, el Alto Campo, al oeste, y el Bajo Campo al sur.

## Geografía

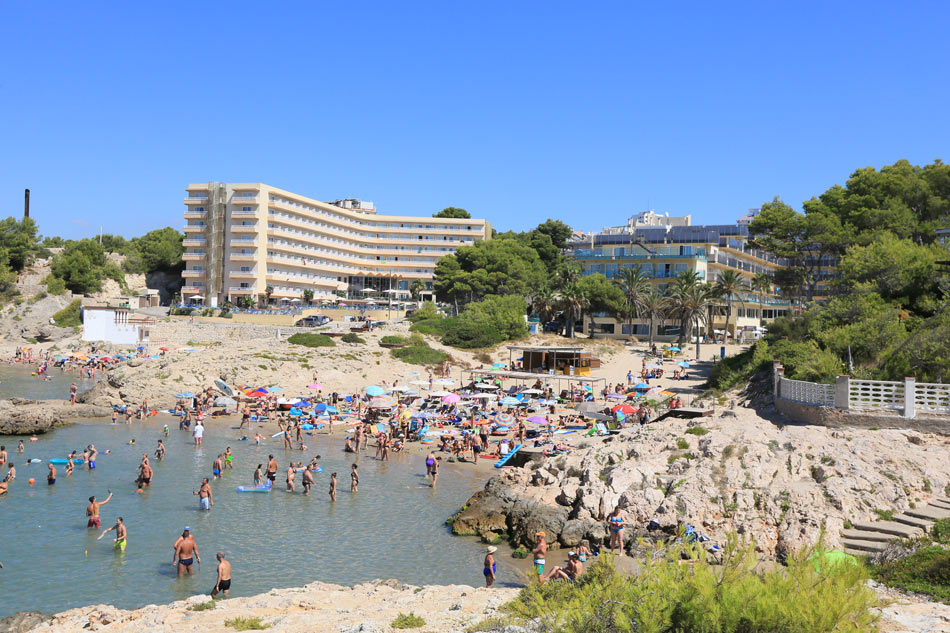
Salou es una de las poblaciones costeras más turísticas, con mucha afluencia de extranjeros.

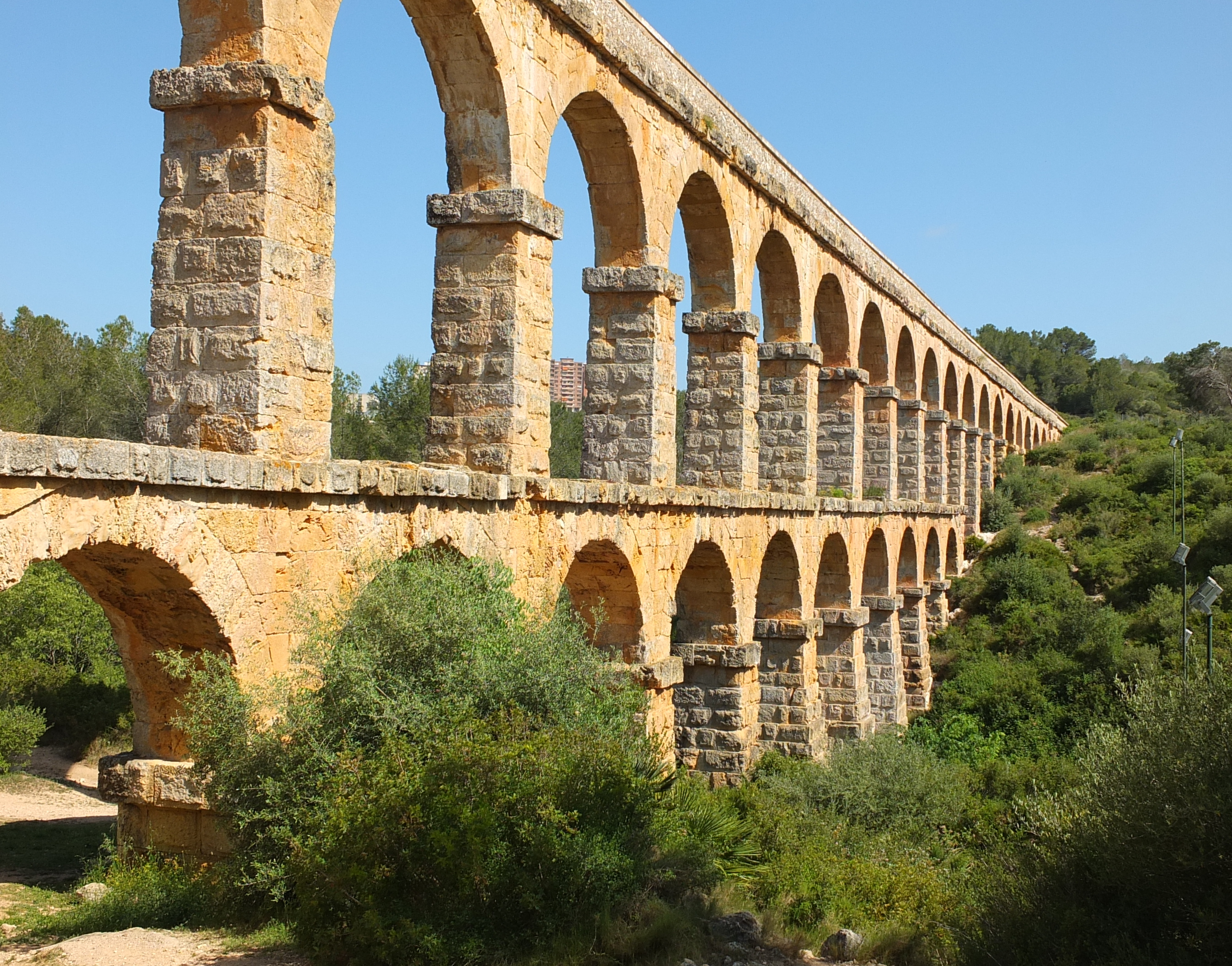
Acueducto de Les Ferreres.

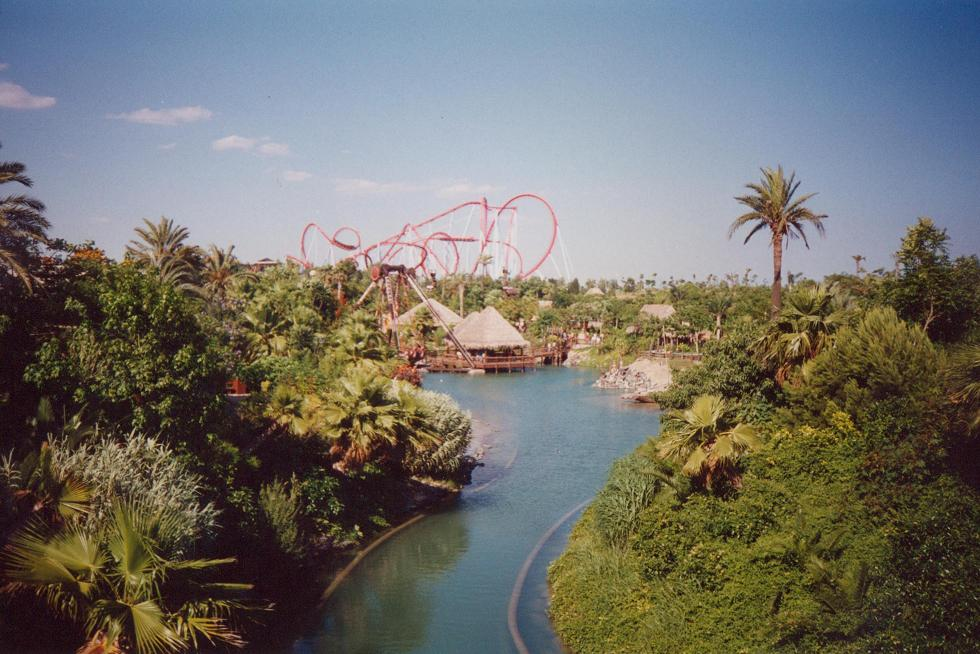
PortAventura, en Vilaseca.

El estudio físico del Tarragonés no puede desvincularse del conjunto del Campo de Tarragona. La comarca del Tarragonés comprende un pequeño sector situado a ras de costa. Se incluye dentro del extremo meridional de la Depresión Prelitoral. En este caso el término depresión puede dar lugar a confusiones, ya que no queda situado entre montañas. La Cordillera Prelitoral solo toca de refilón al Tarragonés. Las llanuras del Alto Campo y del Bajo Campo también se incluyen dentro de la Depresión Prelitoral. La alineación principal de la Cordillera Prelitoral conforma el norte de estas dos comarcas. En el noreste del Tarragonés termina una alineación secundaria de la Cordillera Prelitoral. Se trata de un conjunto de sierras que separa el Panadés del Campo. 
A excepción de las sierras del sector noreste y de algunos otros lugares de extensión reducida, el terreno del Tarragonés es constituido por materiales depositados durante el Mioceno. Predominan margas azules y otros materiales de origen marino que se depositaron en un momento en que el mar ocupaba el actual Tarragonés. Sobre estos materiales miocenos se han ido depositando posteriormente materiales cuaternarios. Unos se formaron por el descenso difuso de material procedente de las laderas vecinas. Otros fueron arrastrados por los ríos y se depositaron en sus bordes. Solo tienen un papel importante las llanuras aluviales de los ríos Francolí y Gaià.
En el extremo suroeste se sitúa el promontorio calcáreo que termina hacia el cabo de Salou. Hay materiales de diversas épocas geológicas, como restos aislados de las antiguas cordilleras. El cabo de Salou alcanza una altitud de 77 m.
La costa del Tarragonés es muy diversa, con sector de acantilados, en general de escasa altura. Hay largas playas separadas por diferentes salientes rocosos. Al norte de Tarragona está el cabo Gros y la punta de la Mora. Se trata de dos fragmentos de materiales miocenos, más resistentes y compactos que los materiales cuaternarios que los rodean. Al norte de la comarca están las largas playas de Creixell y de Torredembarra. Al sur de Torredembarra están los Montones, que termina en el cabo Gros. Siguen las playas de Altafulla, donde desagua el río Gaià, y el litoral de Tamarit, ya en el municipio de Tarragona, donde se mezclan playas y sectores rocosos: las puntas de Creueta y de la Mora, la cala de la Mora, la playa de Tamarit y el peñón de la Roca de Gaià. Acercándonos hacia Tarragona se encuentra la playa Larga, un sector rocoso con la cala de los Curas, la playa de Savinosa, otro sector rocoso, la playa de la Rabassada, de nuevo costa rocosa y finalmente la playa del Miracle, sobre la que se levantó la ciudad romana de Tarraco. Siguiendo más hacia el sur, la costa se vuelve rocosa, lo que hace que al final de la Rambla Nova de Tarragona haya un mirador excepcional del Mediterráneo, el llamado Balcón del Mediterráneo. El valle del Francolí ha sido forzado a desviarse hacia el suroeste. Al sur del Francolí está la playa de Riuclar, ocupada por industrias y otras edificaciones, y la extensa playa de la Pineda, que entra en el promontorio del cabo de Salou. El resto de la franja costera de este promontorio es dominado por acantilados altos con algunas calas. Destacan el cabo Roig, la playa de la Canonja y la punta de San Pedro. Sigue la larga playa de Salou. Más allá está Cambrils, ya dentro del Bajo Campo.
En algunas llanuras litorales hubo antiguamente humedales y algunos pequeños estanques, actualmente desaparecidos. En la playa de Creixell se han formado algunas pequeñas dunas. También hay dunas en el cabo Gros y al cabo de Salou, donde antes del avance constructivo se podían ver dos kilómetros y medio de largo de acumulaciones de arena. Hay citas del siglo XIX que indican montones de arena de más de cien metros el promontorio de cabo de Salou.

### Clima
El clima del Tarragonés es mediterráneo litoral sur. La distribución de la precipitación es irregular, con un total anual escaso. La estación más lluviosa es el otoño y la menos lluviosa el verano. El periodo árido comprende los meses de junio y julio, si bien también existe otro durante el mes de febrero. El régimen térmico de toda la comarca se caracteriza por tener veranos calurosos e inviernos moderados. Las heladas son poco frecuentes, exceptuando los tres meses de invierno.

## Economía

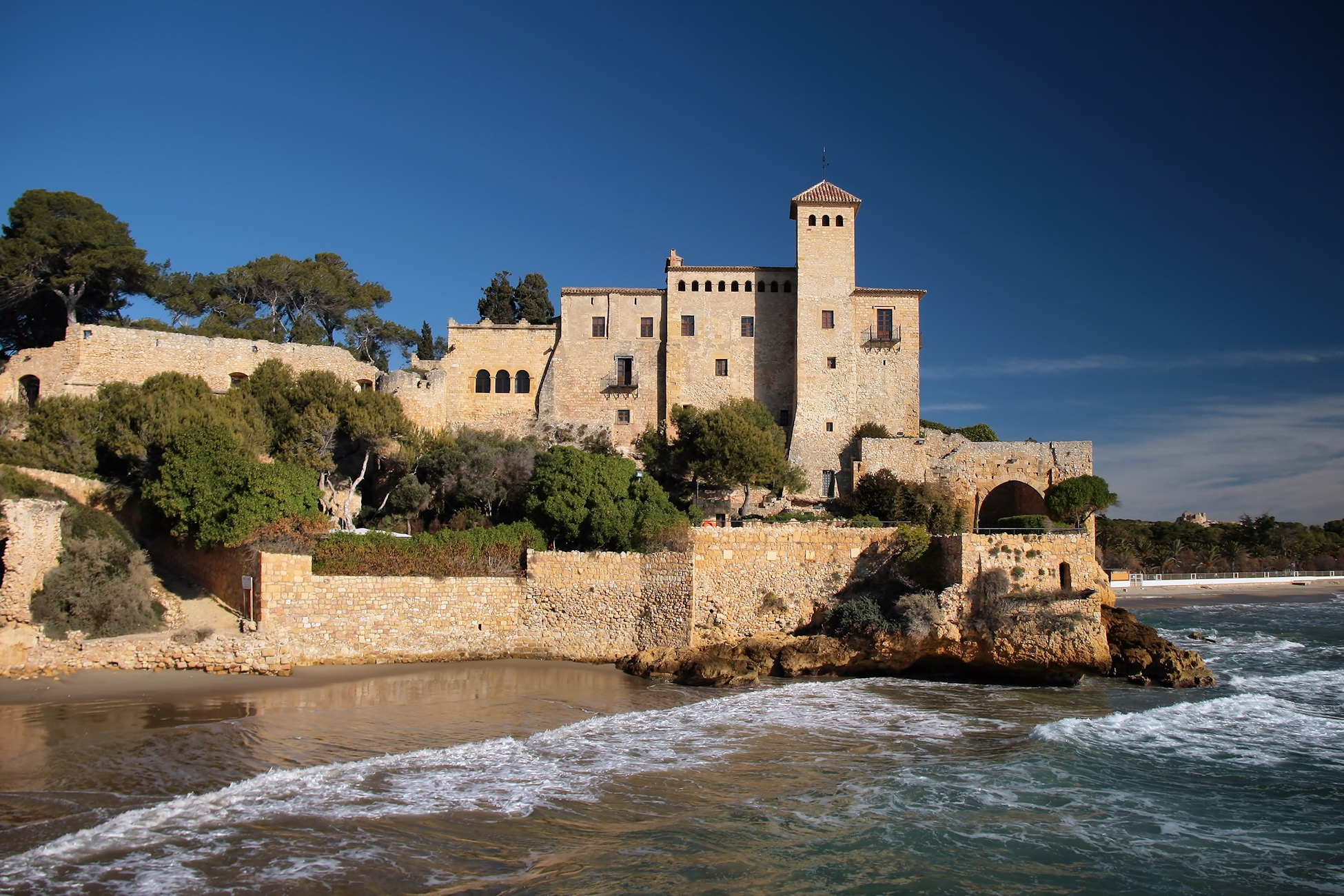
Castillo de Tamarit, Altafulla.

La actividad industrial tradicional de elaboración de productos del campo y de tejidos no explica de ninguna manera la situación actual de la industria en el Tarragonés. Incluso dentro del Campo de Tarragona el Tarragonés era el sector con menos industria.
La disponibilidad del puerto y de tierras planas entorno de Tarragona posibilitó la instalación de numerosas industrias, que ha acabado convirtiéndose en un complejo químico muy importante. Primero fueron algunas industrias aisladas, como una fábrica de tabacos, la factoría CAMPSA, varias industrias vinícolas u otras químicas dentro del municipio de Tarragona. Se instaló también industria textil en La Riera, Salomó, Altafulla y Tarragona.
Al inicio de la década de 1960, los sectores del metal y de la industria alimentaria daban trabajo a la mitad de la población activa. Destacaban también las industrias químicas, textiles y de la piel y la confección. Menos importancia tenían los sectores de la madera y los muebles, de los papeles y de las artes gráficas, así como de la construcción. Más del 80% de puestos de trabajos industriales radicaban en el municipio de Tarragona.
Durante las décadas de 1960 y 1970 los entornos de la ciudad de Tarragona fueron objeto de una planificación y ordenación para usos industriales. Se establecieron varios polígonos industriales. Los primeros fueron el de Entrevías, iniciado en 1957, y el del Francolí. Siguieron el Complejo Petroquímico de Tarragona y Vilaseca, el pequeño polígono de Vilaseca y los de La Canonja, de la Zona Industrial Municipal, de las Gavarras, de Riuclar y de San Ramón, además de las zonas industriales de Constantí, Morell y de la Pobla de Mafumet. El puerto, cada vez más activo, y el paso de los ejes ferroviarios y de carreteras que comunican el Tarragonés con el área industrial barcelonesa y con el resto de España, sobre todo con el País Vasco, Madrid, Valencia y Zaragoza, y los demás países de Europa, fueron razones de peso en la decisión de instalar un complejo industrial tan importante.
En 1966 se autorizó la instalación de una refinería de petróleo en Cataluña. Se decide ubicarla en la zona de Tarragona para la disposición adecuada de la carga y descarga de productos petroleros y, por el hecho de encontrarse cerca de los centros turísticos en la franja litoral, se acordó instalar la refinería en más de 10 km de la costa, en terrenos de los términos de Pobla de Mafumet, Morell, Perafort y Constantí. Ya entonces había varias industrias químicas instaladas, aunque algunas no habían iniciado el proceso de producción: abonos, asfalto, plásticos, etc.
La industria química ha quedado muy concentrada en los municipios de Tarragona, Vilaseca, Morell, Pobla de Mafumet y Constantí. 
La industria metalúrgica es importante en Tarragona, Vilaseca y Torredembarra. La industria textil es bastante dispersa y es más destacada en los municipios del sector oriental del Tarragonés: La Riera, Tarragona, Torredembarra, Puebla de Montornés y Constantí. El sector de la piel y la confección también es bastante disperso, aunque destaca en Tarragona y Vilaseca. La industria de la madera y los muebles también se concentra en Tarragona, así como la del papel y las artes gráficas.

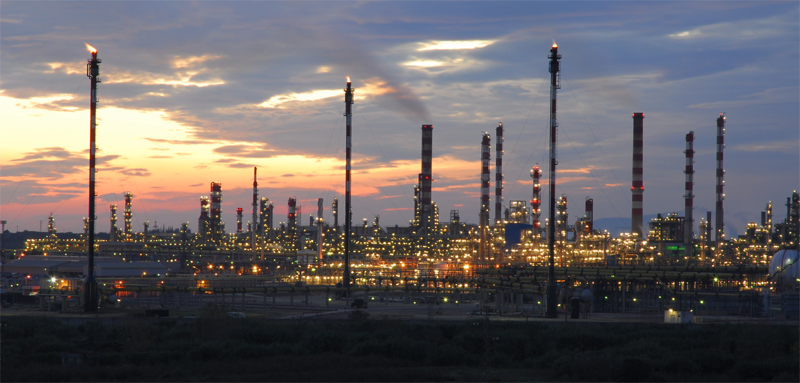
Complejo Petroquímico de Tarragona.

La industria de la alimentación se encuentra en la ciudad de Tarragona, pero hay también en la mayoría de los municipios de la comarca.
La fuerte concentración industrial es evidenciada por la distribución del consumo energético. Tarragona consume casi el 60% del total comarcal, Pobla de Mafumet, donde está la refinería de petróleo, el 16%, Vilaseca, con Salou, el 14%, y Morell, el 6%. El total del consumo del resto de municipios no llega al 5%. La instalación de este complejo industrial químico dinamizó la economía del Tarragonés y lo convirtió en uno de los mayores centros industriales de Cataluña. La población aumentó mucho debido a los puestos de trabajo que generó. Junto a estos u otros aspectos positivos, hay algunos negativos y que preocupan mucho sus habitantes. Seguramente los tres más importantes son la contaminación, el alto riesgo de accidentes y la falta de agua.
Los procesos de manipulación y de elaboración de productos químicos han provocado un alto índice de contaminación atmosférica. Las diferentes industrias se esfuerzan en controlar y evitar la emisión de gases nocivos, pero no siempre es posible la eliminación total de estos residuos gaseosos, lo que conlleva que la atmósfera del Tarragonés, sobre todo en las cercanías de los polígonos industriales, tenga niveles de contaminación elevados.
Aparte de la emisión de gases más o menos nocivos para el hombre, un accidente en el transporte o la manipulación de productos altamente contaminantes y muy peligrosos pueden ser causa de una expulsión de gran cantidad de líquidos y gases nocivos. Por eso hay que establecer unas medidas de seguridad muy estrictas y seguras, tanto para evitar fugas de líquidos y gases de manera fortuita o provocada, como para poderlas remediar inmediatamente en caso de accidente.
La falta de agua es seguramente el problema que más sufre la población del Tarragonés, ya que vive de ella directamente cada día. Los niveles freáticos del Francolí y Gaià solo contienen agua para una población reducida. Los casi 255 000 habitantes actuales de la comarca, los cientos de miles de turistas que pasan por aquí y las numerosas industrias gastan muchísima más agua de la que ofrecen los ríos y niveles freáticos del Tarragonés. Una explotación intensa de los pozos ha hecho que el agua salada del mar vaya penetrando lentamente por el subsuelo. Actualmente el agua que se extrae de muchos pozos, sobre todo los cercanos a la línea de la costa, en especial a la llanura litoral del Francolí, es ya muy salada. La salinidad del agua corriente de Tarragona y de los pueblos vecinos es tan elevada que muchos ciudadanos consumen sistemáticamente agua envasada, procedente de fuentes lejanas. Es por ello que se ha hecho un pequeño trasvase de las aguas de la cuenca del Ebro a las comarcas del Campo de Tarragona.

## Municipios
| Municipio                                   | Población (2005) | Municipio                                  | Población (2005) |
| ------------------------------------------- | ---------------- | ------------------------------------------ | ---------------- |
| Altafulla                                   | 5993             | La Canonja                                 | 5184             |
| Catllar (El Catllar)                        | 5821             | Constantí                                  | 7945             |
| Creixell                                    | 4941             | Morell (El Morell)                         | 4906             |
| La Nou de Gaya (La Nou de Gaià)             | 555              | Pallaresos (Els Pallaresos)                | 5844             |
| Perafort                                    | 2902             | Pobla de Mafumet (La Pobla de Mafumet)     | 3989             |
| Puebla de Montornés (La Pobla de Montornès) | 4823             | Renau                                      | 100              |
| La Riera (La Riera de Gaià)                 | 3877             | Roda de Bará (Roda de Berà)                | 7902             |
| Salomó                                      | 2832             | Salou                                      | 26 649           |
| La Secuita                                  | 3940             | Tarragona                                  | 140 323          |
| Torredembarra                               | 21 880           | Vespella (Vespella de Gaià)                | 1905             |
| Vilaseca (Vila-seca)                        | 22 976           | Vilallonga del Campo (Vilallonga del Camp) | 3825             |

## Política
La institución encargada de dirigir algunos organismos de alcance comarcal es el denominado Consell Comarcal de el Tarragonès. La elección de los consejeros de la institución se lleva a cabo mediante elecciones desde 1987 por un mandato de 4 años.